# Nationalsozialistische Volkswohlfahrt
Il Nationalsozialistische Volkswohlfahrt (NSV) o Benessere popolare nazionalsocialista, era una organizzazione di assistenza sociale attiva durante il Terzo Reich e diretta emanazione del Partito nazista. L’NSV fu originariamente fondato nel 1931 come una piccola associazione di beneficenza affiliata al Partito nazista, attiva localmente nella città di Berlino. Il 3 maggio 1933, poco dopo che il Partito nazista prese il potere nella Repubblica di Weimar, Adolf Hitler lo trasformò in un’organizzazione di partito destinata a operare in tutto il paese. La struttura dell’NSV era basata sul modello del Partito nazista, con amministrazioni locali (Ort), distrettuali (Kreis) e regionali (Gau).
Date le premesse ideologiche naziste, tutti i servizi venivano devoluti ai soli cosiddetti ariani, con il focus puntato sulla selezione della razza.

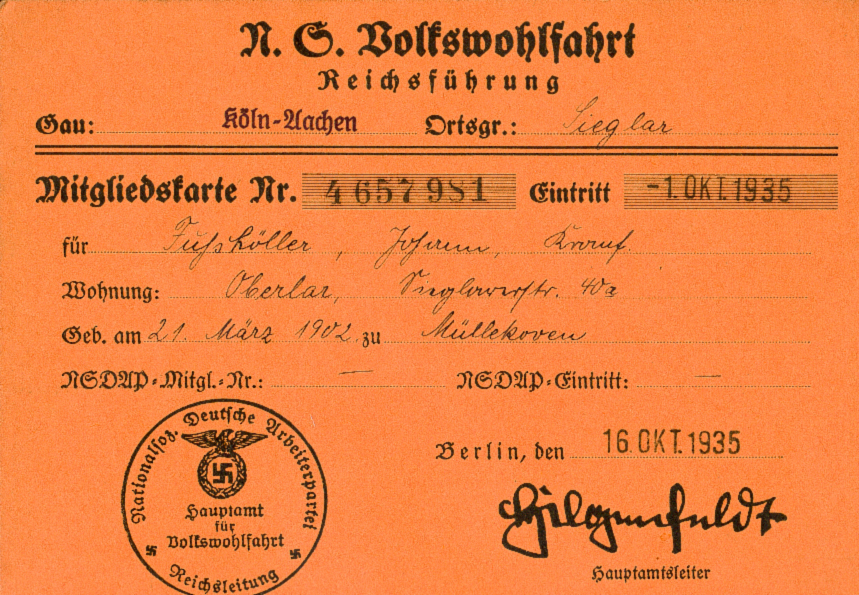
Tessera associativa.

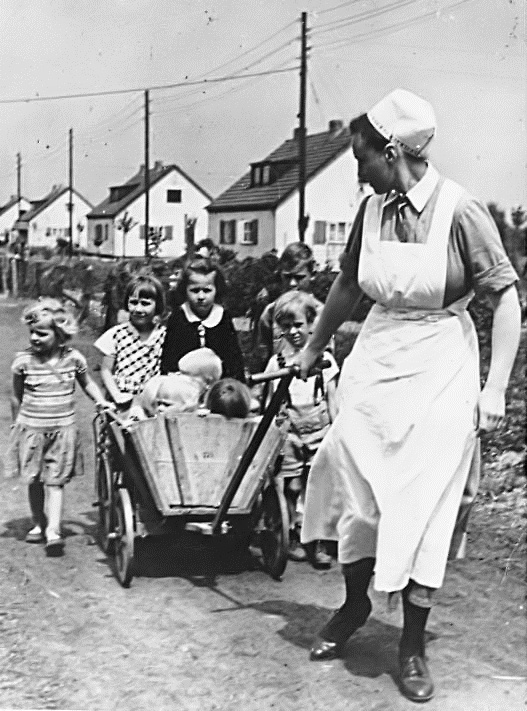
Bambinaia della NSV a passeggio con bambini (1943).

## Organizzazione
Lo Hauptamt für Volkswohlfahrt o Ufficio centrale per il benessere popolare, come il NSV era denominato all'interno del NSDAP, era articolato in 6 sezioni: Organizzazione, Amministrazione finanziaria, Cura del benessere e aiuto alla gioventù, Benessere fisico della popolazione, Propaganda e Formazione.
Verso la metà del 1939 il NSV poteva disporre di una presenza sul territorio del Terzo Reich identica a quella del NSDAP, essendo perciò presente in 40 Gaue, 813 Circondari, 26.138 località, 97.161 quartieri e 511.689 caseggiati.
Il NSV aveva stretti collegamenti operativi con varie istituzioni di assistenza sociale:
- Hilfswerk Mutter und Kind o Soccorso a favore della maternità e infanzia
- Mütterdienst im Deutschen Frauenbund o Aiuto alla madre (Lega delle donne tedesche)
- Adolf-Hitler-Freiplatzspende o Libera vacanza Adolf Hitler[2]
- Kindergarten o asili per l'infanzia
- Haushaltshilfe o Aiuto domestico
- Gemeindepflegestationen o Presidio medico comunale
- Jugendhilfe o Aiuto alla gioventù
- Tuberkulosehilfswerk o Aiuto contro la tubercolosi
- Motorisierte Zahnstationen o Cliniche dentali mobili
- Bahnhofsdienst o Soccorso ferroviario
- Hilfswerk für die deutsche bildende Kunst o Previdenza per gli artisti figurativi tedeschi
- Ernährungshilfswerk (EHW) o Fondo per la nutrizione[3]
- Winterhilfswerk (WHW) o Fondazione pubblica di soccorso invernale[4]
- Kinderlandverschickung (KLV) o Programma di evacuazione di bambini e ragazzi dalle città[5]

Tali collegamenti diventarono sempre più stretti, specialmente durante il periodo bellico e con particolare riferimento alla cura dell'infanzia e della gioventù, tanto da dare al NSV le sembianze di una vera e propria agenzia governativa di assistenza sociale.